# عقبة بو ستة (ساة)
'

تعديل مصدري - تعديل

عقبة بو ستة هي إحدى قرى عزلة ساه بمديرية ساة التابعة لمحافظة حضرموت، بلغ تعداد سكانها 103 نسمة حسب تعداد اليمن لعام 2004.